# Rue Notre-Dame-des-Victoires
Rue Notre-Dame-des-Victoires är en gata i Paris 2:a arrondissement. 
Rue Notre-Dame-des-Victoires börjar vid Place des Petits-Pères 9 och slutar vid Rue Montmartre 141.